# Tristaniopsis guillainii
Tristaniopsis guillainii là một loài thực vật có hoa trong Họ Đào kim nương. Loài này được Vieill. ex Brongn. & Gris miêu tả khoa học đầu tiên năm 1871.